# Emmanuel Théodose de La Tour d'Auvergne
Emmanuel Théodose de La Tour d'Auvergne (1668 – 17. dubna 1730) byl francouzský šlechtic a vládce suverénního vévodství Bouillon.

## Život
Emmanuel Théodose se narodil jako druhý syn Godefroye Maurice de La Tour d'Auvergne a jeho manželky Marie Anny Mancini. Dokud se nestal vévodou z Bouillonu, byl titulován jako kníže z Turrene. Mezi jeho bratrance patřili dva generálové, Louis Joseph de Bourbon, vévoda z Vendôme a Evžen Savojský.
Před ním byl knížetem z Turrene (dědicem bouillonského vévodství) jeho starší bratr Louis Charles a Emmanuel byl vévodou z Albret, Louis Charles však zemřel v roce 1692 v bitvě u Steenkerque. 1. února 1696 se osmadvacetiletý Emmanuel v kapli Hôtelu de Crequi v Paříži oženil s Marií Armande de La Trémoille.
Po smrti první manželky se v roce 1718 znovu oženil s Louise Françoise Angélique Le Tellier, vnučkou markýze de Louvois.
V roce 1720 se potřetí oženil s Annou Marií Christiane de Simiane, která zemřela při porodu svého jediného dítěte. Počtvrté a naposledy se oženil v roce 1725 s Louise Henriette Françoise de Lorraine. Stejně jako jeho otec se stal Emmanuel vrchním komořím Francie. Jeho strýc byl kardinál z Bouillonu a prastrýc vikomt z Turrene.

## Manželství a potomci
Emmanuelovou první manželkou se 1. února 1696 stala o devět let mladší Marie Armande de La Trémoille, dcera Charlese Belgiqua Hollanda de La Trémoille a Madeleine de Créquy. Měl s ní sedm dětí:
- Armande de La Tour d'Auvergne (28. srpna 1697 – 13. dubna 1717)
- Marie Madeleine de La Tour d'Auvergne (22. října 1698 – 25. září 1699)
- dítě (28. prosince 1699 – 30. prosince 1699)
- Godefroy Maurice de La Tour d'Auvergne (4. května 1701 – 9. ledna 1705)
- Frédéric Maurice Casimir de La Tour d'Auvergne (24. října 1702 – 1. října 1723)
- Marie Hortense Victoire de La Tour d'Auvergne (27. ledna 1704 – 1741)
- Charles Godefroy de La Tour d'Auvergne (16. července 1706 – 24. října 1771)

V roce 1717 Marie Armande zemřela a 4. ledna 1718 se Emmanuel oženil s Louisou Françoise Angélique le Tellier, vnučkou markýze de Louvois. Měl s ní jednoho syna:
- Godefroy Girault de La Tour d'Auvergne (2. července 1719 – 29. května 1732)

Louisa v roce 1719 zemřela a Emmanuelovou třetí manželkou se 26. května 1720 stala Anna Marie Christiane de Simiane. Měl s ní jednu dceru:
- Anna Marie Louise de La Tour d'Auvergne (1. srpna 1722 – 19. září 1739)

Anna Marie zemřela při porodu a Emmanuel se 21. března 1725 naposledy oženil s Louise Henriette Françoise de Lorraine, nejstarší dcerou hraběte Josefa z Harcourtu a Marie Luisy Jeannin de Castille. Manželé měli jednu dceru:
- Marie Charlotte de La Tour d'Auvergne (20. prosince 1729 – 6. září 1763)